# Oropallene dolichodera
Oropallene dolichodera is een zeespin uit de familie Callipallenidae. De soort behoort tot het geslacht Oropallene. Oropallene dolichodera werd in 1995 voor het eerst wetenschappelijk beschreven door Child. 